# Число Гуше
Число Гуше ({\displaystyle \mathrm {Go} }) — критерий подобия в физике поверхностных явлений, аналогичный числу Дерягина. Оно определяется следующим образом:
{\displaystyle \mathrm {Go} =R{\sqrt {\frac {\rho g}{2\sigma }}}={\sqrt {\frac {\mathrm {Eo} }{2}}},}
где
- {\displaystyle g} — ускорение свободного падения;
- {\displaystyle r} — радиус трубки или проволоки;
- {\displaystyle \sigma } — коэффициент поверхностного натяжения;
- {\displaystyle \rho } — плотность;
- {\displaystyle \mathrm {Eo} } — число Этвёша.

В отличие от числа Дерягина, описывающего плоские покрытия и плёнки, число Гуше в основном используется для определения условий, для покрытия трубы или проволоки жидкостью.
Названо в честь канадского физика Фредерика Шэнда Гуше.